# إدواردو أريلانو خوسيه
إدواردو أريلانو خوسيه (بالإسبانية: Eduardo Arellano Elías)‏ هو شاعر مكسيكي، ولد في 1959، وتوفي في 2004.